# 자본시장
자본시장(資本市場, 영어: capital market)은 장기적인 산업 자금의 수요·공급이 이루어지는 시장을 일반적으로 말한다. 금융시장을 넓게 해석하면, 화폐시장(기업의 운전 자금이 거래되는)과 자본 시장(설비 자금이 거래되는)으로 나뉜다. 또 거래 기간의 구별에 따라서 단기 금융시장(관습으로서 1년 이내)과 장기 금융 시장(관습으로서 1년 이상)으로 나뉜다. 그래서 화폐 시장은 단기 금융 시장에, 자본 시장은 장기 금융시장에 각각 대응하고 있다. 또 자본 시장은 장기 대부 시장(금융 기간 장기 대출을 한다)과 증권의 발행 시장(주식·국채·사채 등의 발행으로, 자금을 조달한다)으로 나뉜다.

## 같이 보기
- 자본시장법